# Elaphoglossum gehrtii
Elaphoglossum gehrtii är en träjonväxtart som beskrevs av Sehnem. Elaphoglossum gehrtii ingår i släktet Elaphoglossum och familjen Dryopteridaceae. Inga underarter finns listade.